# Jordan Jarvis
Jordan Jarvis   (Clayton, 23 de març de 2001) és una pilot professional de motocròs nord-americana. Va competir al Campionat AMA en categoria femenina (WMX) i en va guanyar el darrer títol disputat, el del 2018. Aquell any mateix, va guanyar el Loretta Lynn's Amateur Championship (LLMX) per a majors de 12 anys en categoria amateur ("AM"). A partir del 2019, el títol de campiona femenina dels Estats Units va passar a decidir-se a l'LLMX i Jarvis el va guanyar el 2020. Aquell any, a més, va assolir la fita de classificar-se per a la cursa final en una prova del Campionat AMA masculí, en la categoria de 250cc, cosa que no havia aconseguit cap dona des de 1983.

## Palmarès
Títols per any
| Any  | Equip    | Campionat     | Classe  |
| ---- | -------- | ------------- | ------- |
| 2018 | Yamaha   | AMA Motocross | WMX     |
| 2018 | Yamaha   | LLMX          | 12+ AM  |
|      |          |               |         |
| 2020 | Kawasaki | LLMX          | Women's |